# ثور كريستنسن
ثور كريستنسن (بالدنماركية: Thor Kristensen)‏ هو مجدف دنماركي، ولد في 4 يونيو 1980 في سيلكيبورج في الدنمارك.

## وصلات خارجية
- ثور كريستنسن على موقع الاتحاد الدولي للتجديف (الإنجليزية)
- ثور كريستنسن على موقع اللجنة الأولمبية الدولية (الإنجليزية)
- ثور كريستنسن على موقع أوليمبيديا (الإنجليزية)